# Copa Libertadores 1962
W trzeciej edycji Copa Libertadores udział wzięło 10 klubów reprezentujących wszystkie kraje zrzeszone w CONMEBOL poza Wenezuelą. Zwycięzcą po raz pierwszy został brazylijski klub Santos FC, który w finale pokonał obrońcę tytułu - urugwajski klub CA Peñarol. Obrońca tytułu nie wziął udziału w fazie grupowej i od razu awansował do półfinału. W tej edycji Urugwaj był pierwszym krajem, który reprezentowany był w Copa Libertadores przez więcej niż jeden klub - obok mistrza Urugwaju Nacionalu Montevideo wystąpił obrońca tytułu Peñarol. Oba te kluby starły się ze sobą w „bratobójczej” walce o finał.
W Pucharze Wyzwolicieli w barwach Santosu zagrał król futbolu Pelé, zaznaczając swój udział zdobyciem czterech bramek.

## 1/4 finału

### Grupa 1:Boliwia,Brazylia,Paragwaj
| 11.02 1962 Municipal La Paz - Cerro Porteño 2:1 - Wilfredo Camacho, L. Aguilera - A. Jara                      |
| 15.02 1962 Cerro Porteño - Municipal La Paz 3:2 - E. Insfran, Pavon, Jimenez - L. Aguilera, J. Torres          |
| 18.02 1962 Municipal La Paz - Santos FC 3:4 - J. Torres, Ruiz Diaz, L. Aguilera - Tite, Lima, Mengálvio, Pagão |
| 21.02 1962 Santos FC - Municipal La Paz 6:1 - Pagão (2), Pepe, Coutinho, Narciso Dorval (2) - A. Torres        |
| 25.02 1962 Cerro Porteño - Santos FC 1:1 - Cabrera - Narciso Dorval                                            |
| 28.02 1962 Santos - Cerro Porteño 9:1 - Zito, Narciso Dorval, Coutinho (3), Pepe (2), Pelé (2) - A. Jara       |

| Klub             | Mecze | Zw | Rem | Por | Pkt | BrZd | BrStr |
| ---------------- | ----- | -- | --- | --- | --- | ---- | ----- |
| Santos FC        | 4     | 3  | 1   | 0   | 7   | 20   | 6     |
| Cerro Porteño    | 4     | 1  | 1   | 2   | 3   | 6    | 14    |
| Municipal La Paz | 4     | 1  | 0   | 3   | 2   | 8    | 14    |

### Grupa 2:Argentyna,Peru,Urugwaj
| 10.02 1962 Club Nacional de Football - Club Sporting Cristal 3:2 - Mendez, Juan José Rodríguez, Mario Ludovico Bergara – Alberto Gallardo (2)                        |
| 14.02 1962 Racing Club de Avellaneda - Club Sporting Cristal 2:1 - Rubén Sosa (2) - José Del Castillo                                                                |
| 17.02 1962 Club Sporting Cristal - Club Nacional de Football 0:1 - Vladas Douskas                                                                                    |
| 20.02 1962 Club Sporting Cristal - Racing Club de Avellaneda 2:1 - Alberto Gallardo, Flores - Federico Sacchi                                                        |
| 23.02 1962 Club Nacional de Football - Racing Club de Avellaneda 3:2 - D. Perez, Juan José Rodríguez, Mario Ludovico Bergara – Juan Carlos Oleniak, Raúl Oscar Belén |
| 27.02 1962 Racing Club de Avellaneda - Club Nacional de Football 2:2 - Marchetta, Cardenas - Emilio Álvarez, Mario Ludovico Bergara                                  |

| Klub                      | Mecze | Zw | Rem | Por | Pkt | BrZd | BrStr |
| ------------------------- | ----- | -- | --- | --- | --- | ---- | ----- |
| Club Nacional de Football | 4     | 3  | 1   | 0   | 7   | 9    | 6     |
| Racing Club de Avellaneda | 4     | 1  | 1   | 2   | 3   | 7    | 8     |
| Club Sporting Cristal     | 4     | 1  | 0   | 3   | 2   | 5    | 7     |

### Grupa 3:Chile,Kolumbia,Ekwador
| 07.02 1962 Emelec Guayaquil - Millonarios FC 4:2 - Enrique Raymondi, Aquino, Vicente Lecaro, Pedro Gando – Delio Gamboa (2)                      |
| 10.02 1962 CD Universidad Católica - Emelec Guayaquil 3:0 - Alberto Fouillioux, Ricardo Trigilli, Armando Tobar                                  |
| 14.02 1962 CD Universidad Católica - Millonarios FC 4:1 - Alberto Fouillioux (2), Ricardo Trigilli (2) - Carlos Campillo                         |
| 18.02 1962 Millonarios FC - CD Universidad Católica 1:1 - Marino Klinger – Orlando Ramirez                                                       |
| 21.02 1962 Emelec Guayaquil - CD Universidad Católica 7:2 - Carlos Alberto Raffo (2), Enrique Raymondi (5) - Alberto Fouillioux, Orlando Ramírez |
| 28.02 1962 Millonarios FC - Emelec Guayaquil 3:1 - Juan Moscol s, Pereyra, Genaro Sapo Benítez - Gallego s                                       |

| Klub                    | Mecze | Zw | Rem | Por | Pkt | BrZd | BrStr |
| ----------------------- | ----- | -- | --- | --- | --- | ---- | ----- |
| CD Universidad Católica | 4     | 2  | 1   | 1   | 5   | 10   | 9     |
| Emelec Guayaquil        | 4     | 2  | 0   | 2   | 4   | 12   | 10    |
| Millonarios FC          | 4     | 1  | 1   | 2   | 3   | 7    | 10    |

### Obrońca tytułu
| CA Peñarol jako obrońca tytułu awansował do 1/2 finału bez gry. |

## 1/2 finału
| CD Universidad Católica - Santos FC 1:1 i 0:1 1 08.07 1962 Juan Nawacki – Lima 2 12.07 1962 Zito |
| Club Nacional de Football - CA Peñarol 2:1 i 1:3, dodatkowy 1:1 1 08.07 1962 1:0 Ruben González 10, 1:1 Moacyr 32k, 2:1 Guillermo Escalada 55 2 18.07 1962 0:1 Ángel Rubén Cabrera 20, 1:1 Vladas Douskas 68, 1:2 Alberto Spencer 72, 1:3 Alberto Spencer 79 1 22.07 1962 1:0 Petronilo Acosta 62, 1:1 Alberto Spencer 69g Źródło: http://www.rsssf.com/sacups/penarol-copa1969.html |

## FINAŁ
| CA Peñarol - Santos FC 1:2 i 3:2, dodatkowy 0:3 |
| 28 lipca 1962 Montevideo Estadio Centenario (55 000) CA Peñarol - Santos FC 1:2(1:1) Sędzia: Carlos Robles (Chile) Bramki: 1:0 Alberto Spencer 18, 1:1 Coutinho 29, 1:2 Coutinho 70 Club Atlético Peñarol: Luis María Maidana – Juan Vicente Lezcano, Núber Cano, Edgardo González, Roberto Matosas, Omar Caetano, Ángel Rubén Cabrera (Moacyr), Pedro Virgilio Rocha, José Francisco Sasía, Alberto Spencer, Juan Víctor Joya Santos FC: Gilmar – Lima, Mauro, Dalmão, Zito, Calvet, Narciso Dorval, Mengálvio, Pagão, Coutinho, Pepe (Osvaldo).                                                              |
| 2 sierpnia 1962 Santos Villa Belmiro (30 000) Santos FC - CA Peñarol 2:3(1:1) Sędzia: Carlos Robles (Chile) Bramki: 0:1 José Francisco Sasía 18, 1:1 Narciso Dorval 27, 1:2 Alberto Spencer 49, 2:2 Mengálvio 50, 2:3 Alberto Spencer 73 Santos FC: Gilmar – Lima, Mauro, Dalmão, Zito, Calvet, Narciso Dorval, Mengálvio, Pagão, Coutinho, Pepe Club Atlético Peñarol: Luis María Maidana – Juan Vicente Lezcano, Núber Cano, Edgardo González, Roberto Matosas, Omar Caetano, Carlos Fernández Carranza (32 Néstor Gonçalves), Pedro Virgilio Rocha, José Francisco Sasía, Alberto Spencer, Juan Víctor Joya |
| 30 sierpnia 1962 Buenos Aires Estadio Monumental (60 000) Santos FC - CA Peñarol 3:0(1:0) Sędzia: Leo Horn (Holandia) Bramki: 1:0 Omar Caetano 11s, 2:0 Pelé 48, 3:0 Pelé 89 Santos FC: Gilmar – Lima, Mauro, Dalmão, Zito, Calvet, Narciso Dorval, Mengálvio, Coutinho, Pelé, Pepe Club Atlético Peñarol: Luis María Maidana – Juan Vicente Lezcano, Núber Cano, Omar Caetano, Néstor Gonçalves, Edgardo González, Roberto Matosas, Pedro Virgilio Rocha, Alberto Spencer, José Francisco Sasía, Juan Víctor Joya                                                                                             |

## Klasyfikacja
Poniższa tabela ma charakter statystyczny. O kolejności decyduje ne pierwszym miejscu osiągnięty etap rozgrywek, a dopiero potem dorobek bramkowo-punktowy. W przypadku klubów, które odpadły w rozgrywkach grupowych o kolejności decyduje najpierw miejsce w tabeli grupy, a dopiero potem liczba zdobytych punktów i bilans bramkowy.
| Poz                                                                     | Klub                      | Mecze | Zw | Rem | Por | Pkt | BrZd | BrStr |
| ----------------------------------------------------------------------- | ------------------------- | ----- | -- | --- | --- | --- | ---- | ----- |
| 1                                                                       | Santos FC                 | 9     | 6  | 2   | 1   | 14  | 29   | 11    |
| 2                                                                       | CA Peñarol                | 6     | 2  | 1   | 3   | 5   | 9    | 11    |
| 3                                                                       | Club Nacional de Football | 7     | 4  | 2   | 1   | 10  | 13   | 11    |
| 4                                                                       | CD Universidad Católica   | 6     | 2  | 2   | 2   | 6   | 11   | 11    |
| 5                                                                       | Emelec Guayaquil          | 4     | 2  | 0   | 2   | 4   | 12   | 10    |
| 6                                                                       | Racing Club de Avellaneda | 4     | 1  | 1   | 2   | 3   | 7    | 8     |
| 7                                                                       | Cerro Porteño             | 4     | 1  | 1   | 2   | 3   | 6    | 14    |
| 8                                                                       | Millonarios FC            | 4     | 1  | 1   | 2   | 3   | 7    | 10    |
| 9                                                                       | Club Sporting Cristal     | 4     | 1  | 0   | 3   | 2   | 5    | 7     |
| 10                                                                      | Municipal La Paz          | 4     | 1  | 0   | 3   | 2   | 8    | 14    |
| Podsumowanie: 26 meczów, w tym 5 remisów, 107 bramek - 4.12 bramki/mecz |                           |       |    |     |     |     |      |       |